# Mónica Cruzová
Mónica Cruzová, rodným jménem Mónica Cruz Sánchez (* 16. března 1977) je španělská herečka a tanečnice flamenca. Je sestrou herečky Penélope Cruzové.

## Život
Nejdřív se sedm let věnovala tanci, ale v roce 2002 se rozhodla věnovat herecké kariéře. V roce 2011 zastoupila svou sestru Penelope Cruz (která v tu dobu byla těhotná) ve filmu Piráti z Karibiku: Na vlnách podivna, dále hrála například ve filmech Železný kříž, Jerry Cotton, All inclusive, Poslední hodina nebo Poptávka.